# Ubik
Ubik és una novel·la de ciència-ficció publicada l'any 1969 per l'autor estatunidenc Philip K. Dick. Autor prolífic i llargament conegut per la seva genialitat a l'hora de plasmar i confrontar els seus protagonistes amb els seus propis temors, construint una teranyina d'universos paral·lels, societats plenament possibles, subterfugis polítics i contrapolítics, drogues i bogeria, ciència i filosofia.
| «                                                                             | Soc Ubik. Abans que l’univers existís, jo ja era. Jo vaig fer els sols. Jo vaig fer els mons. Jo vaig fer les vides i els indrets on habiten. Jo les moc d’aquí cap allà. Van on dic, fan el que dic. Soc la paraula i el meu nom no es pronuncia mai, és un nom que no sap ningú. Em diuen Ubik, però no és el meu nom. Soc. Sempre seré. | » |
| — Cita del llibre Ubik. Traducció de Martí Sales. Kalandraka Catalunya, 2021. | |   |

## Argument
Glenn Runciter dirigeix una empresa d'inercials que són persones amb la capacitat d'anul·lar el camp psíquic produït pels telèpates i els precogs. Les habilitats psíquiques han estat comercialitzades per a l'espionatge industrial i, en canvi, els inercials impedeixen ser espiats. Glenn Runciter accepta una feina fora de la Terra i s'emporta un grup dels seus millors inercials; Joe Chip, el millor tècnic de l'empresa, forma part d'aquest grup. És en aquest punt quan es veuen sorpresos per una trampa amb el resultat de la mort de Glenn Runciter. Els membres de l'equip aconsegueixen escapar emportant-se el cos del cap i el porten a la funerària amb l'esperança de poder-lo deixar en estat de semivida i així poder comunicar-se amb el semidifunt.
A partir d'aquest moment, una estranya regressió sembla afectar la realitat, i comencen a passar coses inexplicables com aparicions de Runciter sense aparent sentit en trucades de telèfon, anuncis de televisió, etc. Tot això pertorba Joe Chip, que decideix començar a investigar; ell suposa que forma part d'un engany de la competència de Runciter, però la realitat és que els seus companys d'expedició van morint un a un, i l'única cosa que sembla que pot orientar Joe Chip és un estrany producte: "Ubik", que acaba resultant ser una arma dels que viuen una semivida per enfrontar-se a un fantasma que la vol monopolitzar.